# Michalis Tsikowanis
Michalis Tsikowanis (gr. Μιχάλης Τσικοβάνης; ur. 7 marca 1984) – grecki zapaśnik walczący w stylu wolnym. Trzynasty na mistrzostwach świata w 2013. Piąty na mistrzostwach Europy w 2016. Osiemnasty na igrzyskach europejskich w 2015. Mistrz śródziemnomorski w 2015 i trzeci w 2012. Plażowy wicemistrz świata w 2016 roku.